# Дон Ноттс
Джессі Дональд (Дон) Ноттс (англ. Don Knotts; 21 липня 1924—24 лютого 2006) — американський комедійний актор кіно, телебачення. П'ять разів був лауреатом премії «Еммі» за кращу чоловічу роль другого плану в комедійному серіалі.

## Життєпис
Дон Ноттс народився в Моргані, штат Західна Вірджинія. Він ріс під час Великої депресії. У Ноттса було два брати, один з яких помер від астми, коли Дональд був ще підлітком. Він закінчив школу Моргантаун і здобув освіту в Університеті Західної Вірджинії. Він почав виступати як черевомовець і маг ще до закінчення школи. Під час служби в армії під час війни Ноттс працював в розважальних шоу для солдатів. У 1948 році Ноттс одружився, у пари було двоє дітей. У 1969 році він розлучився. Після кількох ролей на Бродвеї і ролі у фільмі «Важко бути сержантом» він став постійною запрошеної зіркою на шоу Стіва Аллена. Ноттс отримав 5 премій «Еммі» за свою роботу в шоу Енді Гріффіта в 1960—1965 роках. Після відходу з шоу, він знімався у багатьох фільмах. За свою півстолітню кар'єру Ноттс зіграв в більш, ніж 25 фільмах і 7 телевізійних серіалах. У фільмі Цей божевільний, божевільний, божевільний, божевільний світ він грав разом з такими комедійними акторами як Бастер Кітон і Джонатан Вінтерс. Дон Ноттс помер в 2006 році в Лос-Анджелесі.
У 1998 році в рідному місті Ноттс була названа вулиця на його честь.